# Poèmes à Lou
Poèmes à Lou (Gedichten voor Lou) is een postuum uitgegeven collectie van deels niet eerder gepubliceerde gedichten van Guillaume Apollinaire uit 1955.
Het zijn gedichten die Apollinaire schreef aan en voor Louise de Coligny-Châtillon (1881-1963), zijn muze vanaf 1914. Een deel van de gedichten stuurde hij vanuit de loopgraven overigens ook naar andere vrouwen. Deze De Colignon behoorde tot dezelfde familie als de echtgenote van Willem de Zwijger.